# A6 (Ivoorkust)

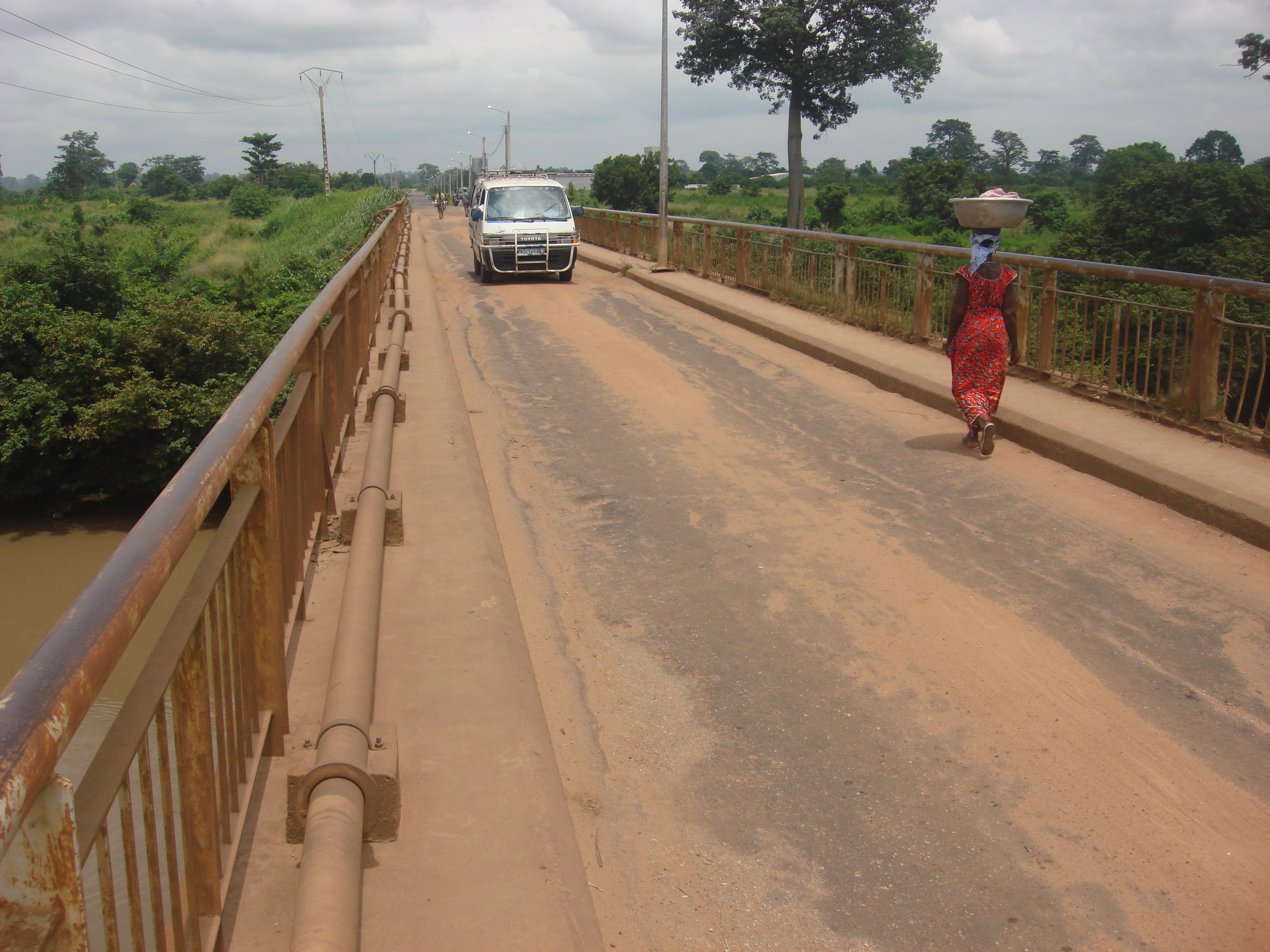
De brug over de Marahoué bij Bouaflé

De A6 of Route nationale 6 (A6) is een autoweg in Ivoorkust, die van oost naar west door het land loopt. Deze nationale weg is een onderdeel van Trans-Afrikaanse weg 7. 
De weg verbindt de hoofdstad Yamoussoukro in het centrum van het land met Duékoué in het westen. De steden Bouaflé en Daloa liggen op de weg. In Yamoussoukro kruist de weg met de A3, in Daloa met de A5, in Groya met de A2 en in Duékoué loopt de weg verder in de A7 en A8. Bruggen zijn er over de Marahoué in Bouaflé en over het Buyomeer.